# DK Jamz
DK Jamz é a trilha sonora original do Donkey Kong Country. Foi composta por Robin Beanland, Eveline Fischer e David Wise. Foi muito popular, e a qualidade da música é considerada por muitos como sendo alguns dos melhores do seu gênero. A trilha sonora foi, além disso, totalmente reorganizada na OverClocked ReMix, com o nome do álbum Kong in Concert, em homenagem aos artistas originais. A trilha sonora é conhecida por sua música atmosférica, misturando sons naturais do ambiente com acompanhamento melódico e percussivo proeminente. Possui uma grande variedade de estilos musicais diferentes que tentam ser evocativa dos ambientes que aparecem. Isso varia de acordo com as áreas diferentes do jogo, e inclui músicas de níveis fixados na inspirado selvas da África, cavernas, recifes oceânicos, paisagens geladas e fábricas industriais.

## Lista de faixas
Todas as faixas compostas por David Wise, exceto onde indicado.
1. Theme – 1:27
2. Simian Segue – 1:59 (Eveline Fischer)
3. DK Island Swing – 3:03
4. Cranky's Theme – 1:19
5. Jungle Groove – 2:26
6. Cave Dweller Concert – 3:10
7. Bonus Room Blitz – 1:02
8. Aquatic Ambiance – 3:30
9. Candy's Love Song – 1:19 (Eveline Fischer)
10. Bad Boss Boogie – 2:01
11. Mine Cart Madness – 2:27
12. Life in the Mines – 2:13
13. Voices of the Temple – 2:14 (Eveline Fischer)
14. Forest Frenzy – 2:03 (Eveline Fischer)
15. Treetop Rock – 2:00 (Eveline Fischer)
16. Funky's Fugue – 2:18 (Robin Beanland)
17. Misty Menace – 2:30
18. Northern Hemispheres – 2:30 (Eveline Fischer)
19. Ice Cave Chant – 2:06 (Eveline Fischer)
20. Fear Factory – 2:11
21. Gang-Plank Galleon – 1:53
22. K. Rool's Cacophony – 0:24
23. The Credits Concerto – 2:16

24–48. – (Silêncio)
49. End of Turn (a melodia tocada quando um turno termina)
50. End of Stage (a melodia tocada quando uma etapa é concluido)